# Zastava Nepala
Zastava Nepala je jedina ne-četverokutna državna zastava. Zastava potječe od dinastije Rana, te je najstarija službena zastava na svijetu. Zastava je usvojena 16. prosinca 1962.

## Simbolizam
Plavi okvir predstavlja mir i harmoniju, koji prevladavaju još od vremena Buddhe, koji je rođen u Nepalu. Grimizna je nacionalna boja Nepala, te predstavlja hrabar duh Nepalaca. Trokuti ne predstavljaju Nepalske planine, nego pokazuju da je Nepal hinduistička nacija. Crvena trokutasta zastava je simbol pobjede hinduizma od vremena Ramayane i Mahabharate. Nebeska tijela se nalaze na zastavi zbog nade da će Nepal trajati toliko dugo dok postoje sunce i mjesec. Također, mjesec simolizira umirujuće i spokojne Nepalce, a sunce žestoku odlučnost. Mjesec simbolizira i sjenu i hladno vrijeme oko Himalaja, a sunce vrućinu i visoke temperature u nižim dijelovima Nepala.